# شهرستان توگولسکی
شهرستان توگولسکی (به لاتین: Togulsky District) یک منطقهٔ مسکونی در روسیه است که در سرزمین آلتای واقع شده‌است.